# Villard, Creuse
Villard är en kommun i departementet Creuse i regionen Nouvelle-Aquitaine i de centrala delarna av Frankrike. Kommunen ligger i kantonen Dun-le-Palestel som tillhör arrondissementet Guéret. År 2022 hade Villard 381 invånare.

## Befolkningsutveckling
Antalet invånare i kommunen Villard
Referens:INSEE